# Directeur adjoint de la National Security Agency
Le directeur adjoint de la National Security Agency  (DDIRNSA) est le civil le plus haut gradé au sein de la National Security Agency. En tant que civil principal à la NSA, le directeur adjoint agit en tant que directeur des opérations de l'agence, guidant et dirigeant les stratégies et les politiques, et sert de conseiller principal au directeur de la NSA. Le directeur adjoint relève du directeur de la NSA et doit être un civil techniquement expérimenté.

## Directeurs adjoints de la NSA

### Directeurs adjoints de l'AFSA
La National Security Agency (AFSA) était le prédécesseur de la NSA.
| N° | Directeur adjoint                                           | Mandat                     |
| -- | ----------------------------------------------------------- | -------------------------- |
| 1* | Samuel P. Collins, USA Joseph Wenger, USN Roy H. Lynn, USAF | novembre 1950 - avril 1951 |
| 2  | Travis Hetherington, USAF                                   | 1951–1952                  |

* De novembre 1950 à avril 1951, il y avait un sous-directeur pour chaque composante des forces armées.

### Directeurs adjoints de la NSA
| N° | Vice-directeur     | Mandat    |
| -- | ------------------ | --------- |
| 1  | Joseph Wenger      | 1952–1953 |
| 2  | John B. Ackerman   | 1953–1956 |
| 3  | John A. Samford    | juin 1956 |
| #  | Directeur adjoint  | Mandat    |
| 4  | Joseph H. Ream     | 1956–1957 |
| 5  | Howard Engström    | 1957–1958 |
| 6  | Louis W. Tordella  | 1958-1974 |
| 7  | Benson Buffham     | 1974-1978 |
| 8  | Robert E. Drake    | 1978-1980 |
| 9  | Ann Z. Caracristi  | 1980-1982 |
| 10 | Robert E. Rich     | 1982–1986 |
| 11 | Charles R. Lord    | 1986-1988 |
| 12 | Gérald R. Young    | 1988–1990 |
| 13 | Robert L. Prestel  | 1990–1994 |
| 14 | William P. Crowell | 1994–1997 |
| 15 | Barbara Mc Namara  | 1997–2000 |
| 16 | William B. Black   | 2000–2006 |
| 17 | John C. Inglis     | 2006–2014 |
| 18 | Richard Ledgett    | 2014–2017 |
| 19 | George C. Barnes   | 2017-2023 |
| 20 | Wendy Noble (d)    | 2023-2025 |